# Ulica Tadeusza Kościuszki w Poznaniu (pomnik przyrody)
Ulica Tadeusza Kościuszki – pomnik przyrody (nr 321/1976), zabytkowa aleja drzew (kasztanowców zwyczajnych), zlokalizowana w Poznaniu, wzdłuż ulicy Kościuszki, na odcinku pomiędzy ulicą Feliksa Nowowiejskiego, a Cmentarzem Zasłużonych Wielkopolan.

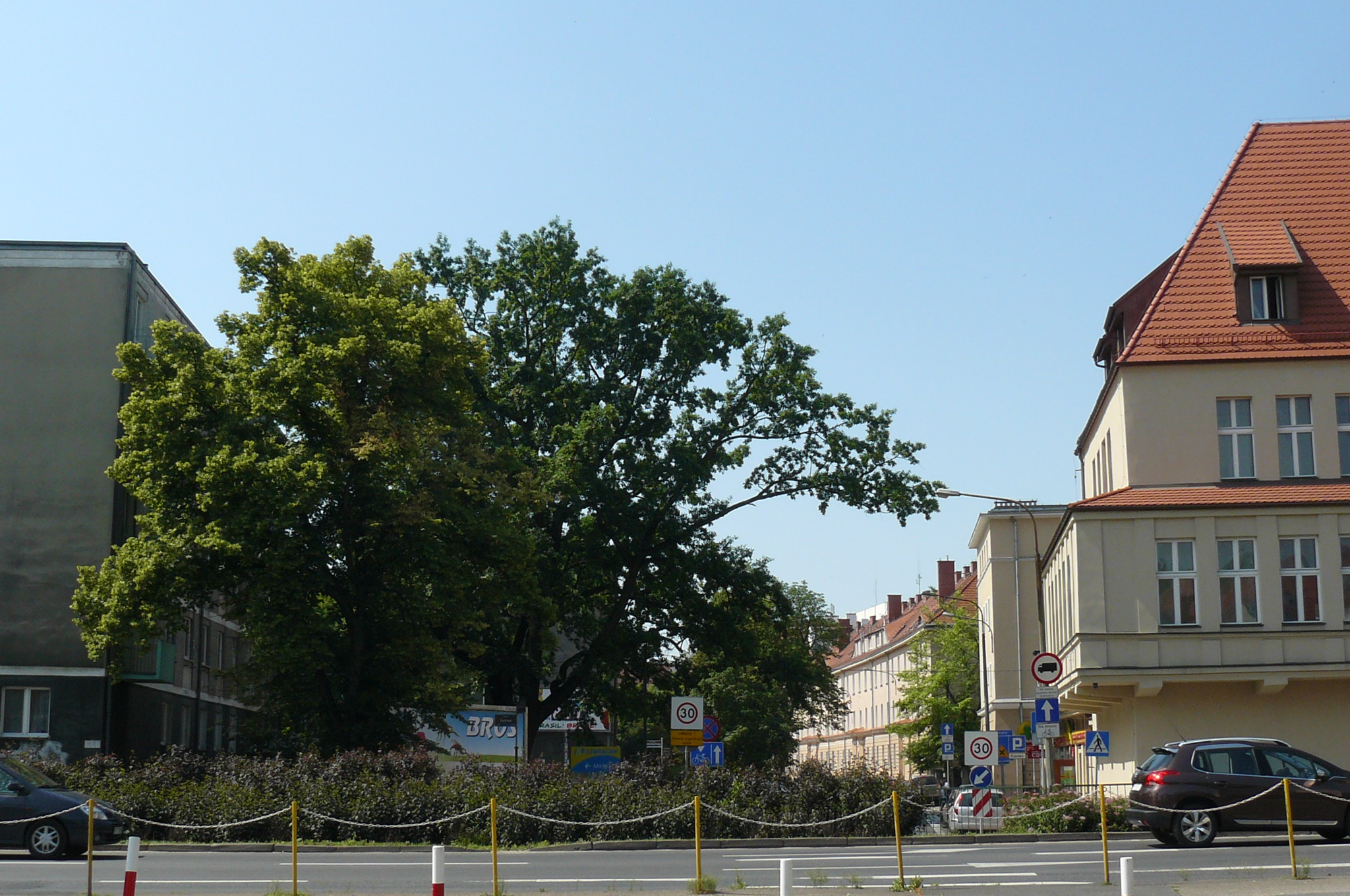
Fragment między ulicami Solną i Nowowiejskiego

Drzewa znajdują się po bokach ulicy. Rośnie tutaj 50 kasztanowców i jeden dąb szypułkowy, który jednak nie jest pomnikiem przyrody. Drzewa mają największy obwód 250-283 cm i do 19 metrów wysokości. Ich stan zdrowotny nie jest dobry (ubytki, suche konary) z uwagi na dużą ilość spalin i ciasną zabudowa śródmiejska. W momencie powołania pomnika przyrody (1976) drzew było 35 – część z nich dosadzono później, a część została usunięta, stając się ofiarą szrotówka kasztanowcowiaczka. Aleja przecięta jest dwujezdniową ulicą Solną – po jej południowej stronie znajduje się tylko kilka drzew, w tym dąb.